# El hincha (película de 2023)
El hincha es una película de argentina de 2023 dirigida por Renzo Cozza.
La película fue seleccionada para competir en la sección oficial a la mejor película de la Competencia Argentina en la 24ª edición del Buenos Aires Festival Internacional de Cine Independiente.

## Sinopsis
Renzo intenta acercarse al universo de la familia y el fútbol, que siempre le ha parecido ajeno. Así, deambula entre su vida actual y la que podría haber tenido.

## Premios y nominaciones
| Premio/Festival de Cine                                   | Fecha del evento                 | Categoría                            | Nominado  | Resultado | Ref.  |
| --------------------------------------------------------- | -------------------------------- | ------------------------------------ | --------- | --------- | ----- |
| Buenos Aires Festival Internacional de Cine Independiente | 19 de abril al 1 de mayo de 2023 | Competencia argentina Mejor película | El hincha | Pendiente | [ 2 ] |